# Mytnica (obwód lwowski)
Mytnica (Mietnica lub Metnica; ukr. Митниця) – wieś na Ukrainie w rejonie złoczowskim obwodu lwowskiego.

## Historia
Dawniej grupa domów i folwark wsi Korsów.
Do 2020 w rejonie brodzkim. 